# Jon Schnepp
Jonathan David Schnepp (West Haven, 16 maggio 1967 – Los Angeles, 19 luglio 2018) è stato un attore, regista, sceneggiatore e animatore statunitense.
È noto soprattutto per aver diretto e sceneggiato il film documentario The Death of "Superman Lives": What Happened?. Inoltre ha diretto episodi di Metalocalypse, The Venture Bros. e un segmento di The ABCs of Death, oltre ad aver lavorato come scrittore per il sito web Collider, apparendo regolarmente come relatore nelle serie Collider Movie Talk, Collider Nightmares e Collider Heroes. La sua compagnia, chiamata Schneppzone, lavora alla produzione di cortometraggi e serie televisive.

## Filmografia

### Attore

#### Cinema
- Una pazza giornata di vacanza (Ferris Bueller's Day Off), regia di John Hughes (1986)
- HorrorGirl, regia di Raoul Vehill (1995)
- Brainwarp, regia di Jon Schnepp (2003)
- My Big Fat Independent Movie, regia di Philip Zlotorynski (2005)
- A Day in the Life, regia di Sticky Fingaz (2009)
- Caller ID, regia di Eric Zimmerman (2010)
- The ABCs of Death, regia di Jon Schnepp (2012)
- Stuck in the 80's, regia di Veronica J. Valentini (2017)

#### Televisione
- Mad Science - miniserie TV, 1 episodio (1994)
- Kino-Edwards Picture Show - serie TV, 1 episodio (2016)

#### Cortometraggi
- Nerd Hunter 3004, regia di Jon Schnepp (2003)
- Wrestling Isn't Wrestling, regia di Max Landis (2015)

### Doppiatore
- Club Dead - videogioco (1994)
- Joey Noir, regia di Jon Schnepp (1995)
- Space Ghost Coast to Coast - serie animata, 1 episodio (1999)
- Aqua Teen Hunger Force - serie animata, 3 episodi (2003-2009)
- Metalocalypse - serie animata, 5 episodi (2006-2009)
- Aqua Teen Hunger Force Zombie Ninja Pro-Am - videogioco (2007)
- Turbo FAST - serie animata, 1 episodio (2013)
- The Oracle of Outer Space, regia di Carl Millard King (2018)
- Stopped Motion: The Story of GULP, regia di David Busch (2021)

### Animatore
- ZPC - videogioco (1994)
- Space Ghost Coast to Coast - serie animata, 10 episodi (1995-2004)
- KaBlam! - serie animata, 1 episodio (1998)
- Aqua Teen Hunger Force - serie animata, 18 episodi (2000-2002)
- The Removers, regia di Jon Schnepp (2001)
- Metalocalypse - serie animata, 62 episodi (2006-2012)
- The ABCs of Death, regia di Jon Schnepp (2012)
- Nerdland, regia di Chris Prynoski (2016)